# مبادرة حوض النيل

خريطة تبين دول حوض النيل

مبادرة حوض النيل، هي اتفاقية تضم مصر، السودان، أوغندا، إثيوبيا، الكونغو الديمقراطية، بوروندي، تنزانيا، رواندا، كنيا، اريتريا. وفي فبراير 1999 تم توقيع مبادرة حوض النيل بين دول حوض النيل العشر، بهدف تدعيم أواصر التعاون الإقليمي (سوسيو- اجتماعي) بين هذه الدول. وقد تم توقيعها في تنزانيا. بحسب الموقع الرسمي للمبادرة، فهي تنص علي الوصول إلي تنمية مستدامة في المجال السياسي، الإجتماعي، من خلال الاستغلال المتساوي للإمكانيات المشتركة التي يوفرها حوض نهر النيل".
كانت بريطانيا وقعت نيابة عن مصر اتفاقية في عام 1929، ووقعت مصر بعدها اتفاقية عام 1959 مع دول الحوض، والتي تضمنت بند الأمن المائي، الذي يقضي بعدم السماح بإقامة مشروعات على حوض النيل إلا بعد الرجوع إلى دولتي المصب. يذكر أن محكمة العدل الدولية، التي ينوى البرلمانيون رفع الدعوى القضائية أمامها، كانت قد قضت عام 1989 بأن اتفاقيات المياه شأنها شأن اتفاقيات الحدود، ولا يجوز تعديلها. و حاليا يقوم بالاشراف على مشاريع المبادرة كلا من وزراة الخارجية المصرية ومختلف الوزارات المصرية المعنية، وخاصة وزارة الزراعة المصرية باشراف العلاقات الزراعية الخارجية ومقرها 1ش نادي الصيد. تنظم كل دوله استخدام المياه من خلال  سياسة المياه في حوض النيل.

## خلفية عن نهر النيل
يعتبر نهر النيل من أطول الأنهار في العالم حيث يبلغ طوله 6,650 كلم، وهو يجري من الجنوب إلى الشمال نحو مصبه في البحر الأبيض المتوسط، وذلك في الجزء الشمالي الشرقي من قارة أفريقيا. ينبع النيل من بحيرة فيكتوريا التي تبلغ مساحتها 68 ألف كلم2.
يعتبر نهر كاجيرا (Kagera) من الجداول الرئيسية لنهر النيل ومن أكبر الروافد التي تصب في بحيرة فيكتوريا، وينبع من بوروندي قرب الرأس الشمالي لبحيرة تنجانيقا الواقعة إلى الجنوب من بحيرة فكتوريا في وسط أفريقيا، ويجري في اتجاه الشمال صانعا الحدود بين تنزانيا ورواندا، وبعدما يتجه إلى الشرق يصبح الحد الفاصل بين تنزانيا وأوغندا ومنها إلى بحيرة فيكتوريا بعدما يكون قد قطع مسافة 690 كلم.
أما نهر روفيرونزا (Rovironza) الذي يعتبر الرافد العلوي لنهر كاجيرا وينبع أيضا من بوروندي، فيلتحم معه في تنزانيا ويعتبر الحد الأقصى في الجنوب لنهر النيل.
ويبلغ معدل كمية تدفق المياه داخل بحيرة فيكتوريا أكثر من 20 مليار متر مكعب في السنة، منها 7.5 مليارات من نهر كاجيرا و8.4 مليارات من منحدرات الغابات الواقعة شمال شرق كينيا و3.2 مليارات من شمال شرق تنزانيا، و1.2 مليار من المستنقعات الواقعة شمال غرب أوغندا كما ورد في تقارير منظمة الفاو لعام 1982.
يعرف النيل بعد مغادرته بحيرة فيكتوريا باسم نيل فيكتوريا، ويستمر في مساره لمسافة 500 كلم مرورا ببحيرة إبراهيم (Kyoga) حتى يصل إلى بحيرة ألبرت التي تتغذى كذلك من نهر سمليكي (Semliki) القادم أصلا من جبال جمهورية الكونغو الديمقراطية مرورا ببحيرة إدوارد، وبعدها يدعى نيل ألبرت. وعندما يصل جنوب السودان يدعى بحر الجبل، وبعد ذلك يجري في منطقة بحيرات وقنوات ومستنقعات يبلغ طولها من الجنوب إلى الشمال 400 كلم ومساحتها الحالية 16.2 ألف كلم2، إلا أن نصف كمية المياه التي تدخلها تختفي من جراء النتح والتبخر.
وقد بدأ تجفيف هذه المستنقعات عام 1978 بإنشاء قناة طولها 360 كلم لتحييد المياه من عبورها، وبعدما تم إنشاء 240 كلم منها توقفت الأعمال عام 1983 بسبب الحرب الأهلية في جنوب السودان. وبعد اتصاله ببحر الغزال يجري النيل لمسافة 720 كلم حتى يصل الخرطوم، وفي هذه الأثناء يدعى النيل الأبيض، حيث يلتحم هناك مع «النيل الأزرق» الذي ينبع مع روافده الرئيسية (الدندر والرهد) من جبال إثيوبيا حول بحيرة تانا الواقعة شرق القارة على بعد 1400 كلم عن الخرطوم.
ومن الجدير بالذكر أن النيل الأزرق يشكل 80-85% من مياه النيل الإجمالية، ولا يحصل هذا إلا أثناء مواسم الصيف بسبب الأمطار الموسمية على مرتفعات إثيوبيا، بينما لا يشكل في باقي أيام العام إلا نسبة قليلة، حيث تكون المياه قليلة.
أما آخر ما تبقى من روافد نهر النيل بعد اتحاد النيلين الأبيض والأزرق ليشكلا نهر النيل، فهو نهر عطبرة الذي يبلغ طوله 800 كلم وينبع أيضا من الهضبة الإثيوبية شمالي بحيرة تانا. ويلتقي عطبرة مع النيل على بعد 300 كلم شمال الخرطوم، وحاله كحال النيل الأزرق، وقد يجف في الصيف. ثُم يتابع نهر النيل جريانه في الأراضي المصرية حتى مصبه في البحر الأبيض المتوسط.

## دول حوض النيل
قائمة دول حوض النيل مرتبة ترتيبا أبجديا عربيا:
| - أوغندا - إثيوبيا - إرتريا - السودان | - جمهورية الكونغو الديمقراطية - بوروندي - تنزانيا | - رواندا - كينيا - مصر |

يبلغ عدد الدول المشاركة في حوض نهر النيل أحد عشر دولة، وهي من المنبع إلى المصب كما يلي: بوروندي ورواندا وتنزانيا وكينيا وجمهورية الكونغو الديمقراطية وأوغندا وإثيوبيا وإريتريا والسودان ومصر.وجنوب السودان
ومناخ جميع هذه الأقطار رطب ومعتدل، حيث يبلغ معدل هطول الأمطار 1000-1500 ملم/السنة، ما عدا الجزء الشمالي من السودان ومصر فهو قاري، ولا تتعدى نسبة هطول الأمطار فيهما 20 ملم/السنة. ومن المعلوم أن معدل هطول الأمطار السنوية في إثيوبيا وحدها 900 مليار متر مكعب/السنة.
كما يشغل حوض النيل في بعض الدول كجمهورية الكونغو الديمقراطية 0.7%، وبوروندي 0.4% أي ما يساوي نصف مساحتها الإجمالية، ورواندا 0.7% أي ما يساوي 75% من مساحتها الإجمالية، وتنزانيا 2.7%، وكينيا 1.5%، والكونغو 0.7%، وأوغندا 7.4%، وإثيوبيا 11.7%، وإريتريا 0.8%، والسودان 63.6%، ومصر 10%.
ويبلغ معدل جريان النيل الأبيض السنوي قبل الوصول إلى الخرطوم 29.6 مليار متر مكعب/السنة، والنيل الأزرق في الخرطوم 49.7 مليار متر مكعب/السنة، ونهر عطبرة 11.7 مليار متر مكعب/السنة. أما نهر النيل قبل أسوان أقصى جنوب مصر فيبلغ 84 مليار متر مكعب/السنة أو 90 مليارا إذا أضفنا إليه كمية التبخر. هذا ناتج ما تبقى بعدما تستنفد الدول المشاطئة حاجتها من المياه.
ومن الجدير بالذكر أن مساهمة النيل الأزرق تساوي ضعف مساهمة النيل الأبيض في مياه نهر النيل، ولكن تبقى هذه النسبة متغيرة، إذ تخضع للمواسم المطرية القصوى والدنيا على مدار السنة، مع العلم بأن جريان النيل الأبيض يبقى شبه ثابت خلال الفصول الأربعة، وبذلك تصبح مساهمة النيل الأزرق 90% والنيل الأبيض 5% عند الذروة، في حين تصبح 70% للأول و30% للثاني عند الحالات الدنيا حسب الفاو.
وتجدر الإشارة إلى أن معظم الدول المتشاطئة في الحوض -ما عدا السودان ومصر- تملك حاجتها من المياه وزيادة لكثرة البحيرات العذبة والأنهار ولكثرة هطول الأمطار فيها، بينما يعتمد السودان بنسبة 77% ومصر بنسبة 97% على مياه نهر النيل.
وحريٌّ أن نعرف أن التلوث البيئي في هذا الحوض المائي الكبير جدير بالاهتمام، حيث تسبب الملوثات أضرارا طويلة الأمد للنبات والإنسان والحيوان على السواء، ويشكل تسرب المياه الملوثة والملوثات الكيماوية المسرطنة في الأنهار على وجه الخصوص خطرا جسيما للصحة العامة.

## الإعداد للمبادرة
بدأت محاولات الوصول إلي صيغة مشتركة للتعاون بين دول حوض النيل في 1993 من خلال إنشاء أجندة عمل مشتركة لهذه الدول للاستفادة من الإمكانيات التي يوفرها حوض النيل.
في 1995 طلب مجلس وزراء مياه دول حوض النيل من البنك الدولي الإسهام في الأنشطة المقترحة، وعلي ذلك أصبح كل من البنك الدولي، صندوق الأمم المتحدة الإنمائي والهيئة الكندية للتنمية الدولية شركاء لتفعيل التعاون ووضع آليات العمل بين دول حوض النيل.
في 1997 قامت دول حوض النيل بإنشاء منتدى للحوار من آجل الوصول لأفضل آلية مشتركة للتعاون فيما بينهم، ولاحقا في 1998 تم الاجتماع بين الدول المعنية – باستثناء إريتريا في هذا الوقت – من أجل إنشاء الآلية المشتركة فيما بينهم.
في فبراير من العام 1999 تم التوقيع علي هذه الاتفاقية بالأحرف الأولي في تنزانيا من جانب ممثلي هذه الدول، وتم تفعيلها لاحقا في مايو من نفس العام، وسميت رسميا باسم: «مبادرة حوض النيل»، (بالإنجليزية: Nile Basin Initiative) وتختصر NBI.

## نص الاتفاقية
مؤكدين أن الاتفاقية الإطارية حاكمة لعلاقاتها وأن مبادرة حوض النيل هي أساس التكامل والتنمية المستدامة والمتسقة وأساس للحوار حول موارد نهر النيل حماية لحقوق أجيال المستقبل، ومؤكدين كذلك على رغبتهم في تأسيس منظمة تدير موارد نهر النيل وتحقق تنمية متوازنة لها آخذين في اعتبارهم المبادرة الدولية لتطوير التعاون والتنمية المستدامة للموارد المائية. ولذا اتفقت على الآتي:
البند الأول: الإطار الحالي للاتفاقية الإطارية: الاتفاقية الإطارية تطبق لتحقيق التنمية والحماية والحوار حول إدارة موارد نهر النيل وموارده وإنشاء مؤسسة كآلية للتعاون بين دول حوض النيل.
الباب الثاني: تعريفات لأغراض الاتفاقية الإطارية للتعاون:
أ- حوض النيل يقصد به الامتداد الجغرافي لنهر النيل
أ-  يستخدم هذا التعريف كمرجعية بيئية وللحماية والحوار من أجل التنمية. نظام نهر النيل يقصد به مجرى نهر النيل وحوافه والمياه الأرضية المرتبطة بنهر النيل وتستخدم هذه الوحدات في أي موقع فيه إشارة للمياه.
ج- الإطار يقصد به الاتفاقية الحالية للتعاون الإطاري
د- دول مبادرة نهر النيل أو دول مبادرة النيل أو مبادرة النيل أو دول المبادرة يقصد بها الدول الأعضاء في الاتفاقية الإطارية والتي هي بالضرورة أعضاء في مبادرة حوض النيل.
هـ- المفوضية يقصد بها مفوضية مبادرة نهر النيل المنشأة بموجب الفقرة 3 من هذه الاتفاقية الإطارية.
و- الأمن المائي يقصد به حق دول المبادرة في الاستخدام الآمن للمياه في مجالات الصحة، الزراعة، الثروة الحيوانية والحماية والبيئة.
البند الثالث المبادئ العامة:
النظام: نهر النيل ومياهه يجب حماية استخدامها وتنميتها وفقاً للمبادئ العامة الآتية:
1- التعاون: مرتكزات التعاون بين دول مبادرة حوض النيل تؤسس على المساواة والتعاون العابر للحدود والمنافع والثقة المشتركة في حوار متسق من أجل حماية نهر النيل والجهود المشتركة لتحقيق التنمية الاجتماعية والاقتصادية
2- التنمية المستدامة: مرتكزات التنمية المستدامة في حوض النيل
3- التابعية: ترتكز التابعية على اين ما وجدت تنمية وحماية موارد نهر النيل تنفذ بأقصى ما يمكن.
4- الاستخدام وفقاً للانصاف والمعقولية: تعتمد على الاستخدام المنصف والمعقول للدول.
5- الحد من الإضرار بالدول: ترتكز على الحد من الإضرار الحاد ببقية الدول
6- حق دول المبادرة في استخدام المياه داخل حدودها.
يرتكز على أن لكل دولة لديها الحق في استخدام مياه نهر النيل وفق للاستخدامات التي تمت الإشارة لها.
7- الحماية والحوار: ترتكز على أن دول المبادرة تتخذ الخطوات المهمة منفردة وبشكل جماعي عندما يكون ذلك ضرورياً لحماية مياه نهر النيل ومتعلقاتها
8- المعلومات المرتبطة بالخطوات التخطيطية: ترتكز على أن دول المبادرة تتبادل المعلومات حول الخطوات التخطيطية عبر مفوضية مبادرة حوض النيل.
9- مصلحة المجتمع: ترتكز على مصالح الدول في منظومة نهر النيل
10- تبادل المعلومات والبيانات: ترتكز على تبادل المعلومات والبيانات التي ترتبط بالإجراءات المرتبطة بالموارد المائية عندما يكون ذلك ممكناً ويسهل مصالح الدول التي بينها اتصالات.
11- البيئة وتأثيراتها على التقييم والتقويم.
12- الحلول السلمية للخلافات: اعتماد الحلول السلمية للخلافات
13- المياه النقية والموارد الثمينة: ترتكز على أن المياه النقية والموارد الثمينة ضرورية للحياة والتنمية والبيئة، ويجب أن تدار بالتعاون ووفق معايير أخلاقية مرتبطة بالتنمية الاقتصادية والاجتماعية مع الحماية والحوار حول الموارد المرتبطة بها.
14- الماء لديه قيمة اقتصادية واجتماعية: ترتكز على أن المياه والموارد الطبيعية لديها قيمة اقتصادية واجتماعية والذي يستخدمها يجب أن يعطى الجانب الاقتصادي مراعاة مع الأخذ في الاعتبار الاحتياجات الإنسانية والإدارة الآمنة للمنظومة.
15- الأمن المائي: يعتمد مبدأ الأمن المائي لكل دول حوض النيل.
البند الرابع: الانتفاع المنصف والمعقول
أ - دول مبادرة حوض النيل تنتفع انتفاعاً منصفاً ومعقولاً من موارد مياه المنظومة المائية لنهر النيل، على وجه الخصوص الموارد المائية التي يمكن تطويرها بواسطة دول مبادرة حوض النيل وفق رؤية لانتفاع معقول
آخذين في الاعتبار دول المبادرة بما فيها المخاوف حول حماية الموارد المائية وكل دولة من دول المبادرة لها حق الانتفاع من الموارد المائية للمنظومة المائية لنهر النيل.
ب- ضمان الاستخدام المنصف والمعقول لموارد المنظومة المائية لنهر النيل ودول المبادرة تأخذ في اعتبارها الظروف المتعلقة بالموارد بما فيها محدوديتها.
ج - جغرافياً وهيدرولوجياً وبيئياً وكل العوامل الطبيعية المتعلقة بذلك.
د - الاحتياجات الاقتصادية والاجتماعية التي تهم دول المبادرة.
هـ السكان المعتمدون على الموارد المائية في كل دولة من دول المبادرة
ز- التأثيرات على استخدامات الموارد المائية في الدولة والدول الأخرى من دول المبادرة.
ح- بما فيها الاستخدامات المتوقعة للموارد المائية.
ط- الحوار والحماية والتنمية والاستخدام الاقتصادي للموارد المائية والتكلفة من الخطوات التي تتخذ في التأثيرات.
ق - توافر البدائل لاستخدام معين مزمع أو قائم.
ر- مساهمة كل دول من دول المبادرة في مياه المنظومة المائية لنهر النيل امتدادات منطقة الحماية داخل حدود كل دولة من دول المبادرة.
3- بالإشارة إلى الفقرة الأولى والثانية عاليه مخاوف أي دولة من دول المبادرة تبحث بروح التعاون عندما تكون هناك حاجة لذلك.
4- وزن كل عامل من العوامل يؤخذ بعد مقارنته مع العوامل الأخرى بما يؤدي للاستخدام المنصف والمعقول على أن تجتمع كل العوامل للوصول لأسس على أساسها جميعا.
5 - دول مبادرة حوض النيل يتعين عليها داخل حدودها ووفقاً لمنظومتها القانونية الحفاظ على الاستخدام المستدام للمياه في ظل الظروف المحيطة.
6- دول مبادرة النيل عليها مراقبة قوانين وقواعد مفوضية نهر النيل المؤثرة على الاستخدام المنصف والمعقول.
البند الخامس: الالتزام بعدم التسبب في ضرر جسيم:
1 - دول المبادرة تستخدم الموارد المائية لمنظومة نهر النيل داخل أراضيها آخذة في الاعتبار عدم تسبيب الأضرار الجسيمة لدول الحوض الأخرى.
2- في حالة إحداث دول من دول المبادرة لضرر كبير بدول أخرى من دول المبادرة وفي غياب الاتفاق على هذا الاستخدام عليها اتخاذ جميع التدابير اللازمة آخذة في الاعتبار الأحكام الواردة في المادة 4 وذلك بالتشاور مع الدولة المتضررة من أجل إزالة الضرر أو تخفيفه وعند الاقتضاء مناقشة التعويض.
البند السادس: الحماية والمحافظة على حوض النيل ونظامه الآيكلوجي
أ- حماية ورفع جودة المياه من خلال مبادرة حوض النيل.
ب -الحد من إدخال المبيدات أو الأشياء الجديدة على النظام الآيكولوجي لحوض نهر النيل.
ج- حماية التنوع الأحيائي في حوض النيل.
د - حماية الأراضي الجافة في حوض النيل.
ه - ترميم وإعادة تأهيل قواعد الموارد المائية.
دول مبادرة حوض النيل عبر مفوضية حوض النيل عليها اتخاذ خطوات لتنسيق علاقاتها الخارجية.
البند السابع: تبادل المعلومات والبيانات
1 -إعمالاً لتعاونهم بشأن استخدام وتطوير وحماية حوض نهر النيل والموارد المائية، يتعين على دول حوض النيل تبادل المعلومات والبيانات ذات الصلة وحول الموارد المائية لحوض النيل حيثما كان ذلك ممكناً ويسهل استخدامها للدول ذات الصلة.
2 - في حال تقدم إحدى دول الحوض بطلب معلومات أو بيانات متوفرة لدى دولة أخرى عليها الاستجابة الكاملة لتوفير هذه المعلوات وفي حال وجود تكلفة للمعلومات والبيانات يجب أن تتحملها الدولة الطالبة للمعلومات والبيانات.
3 - تنفيذاً لمطلوباتها تحت الفقرة 1 ودول مبادرة حوض النيل اتفقت على مراقبة إجراءات تطوير مفوضية حوض النيل.
البند الثامن: الخطوات التخطيطية
1 - اتفقت دول مبادرة حوض النيل على تبادل المعلومات والبيانات عبر مفوضية حوض النيل.
2 - دول مبادرة حوض النيل ستراقب القواعد التي تضعها مفوضية حوض النيل لتبادل المعلومات والبيانات.
البند التاسع: تقييم الأثر البيئي والحسابات
1- التدابير المزمع اتخاذها وقد يكون لها آثار سالبة كبيرة يتعين على دول الحوض في مرحلة مبكرة اجراء تقييم شامل لتلك الآثار فيما يتعلق باراضيها واراضي دول الحوض الاخرى.
2- المعايير والإجراءات لتحديد ما اذا كان للنشاط آثار بيئية ضارة كبيرة توضع من قبل مفوضية حوض النيل.
3- حيث تقتضي الظروف ذلك، وفقا للمعايير التي وضعتها مفوضية حوض نهر النيل، ودول الحوض التي نفذت تدابير من النوع المشار إليه في الفقرة 1 إجراء مراجعة للآثار البيئية لتلك التدابير. يجب أن يدخل في مشاورات مع الدولة المتعلقة بمراجعة الحسابات مع دول حوض النيل التي تأثرت بالتدابير بناء على طلبها
4 _ على المفوضية أن تأخذ في اعتبارها التشريعات الوطنية لدول الحوض يجب ان تضع معايير لمراجعة التدابير القائمة في تاريخ نفاذ الاتفاق الاطاري.
5- يجوز لدول حوض النيل اجراء مراجعة للتدابير القائمة في تاريخ نفاذ هذا الإطار وفقا لتشريعاتها الوطنية ووفق للمعايير المعتمدة في هذا الاتفاق الإطاري
البند العاشر: التبعية في مجال حماية وتطوير حوض النهر
في تخطيط وتنفيذ المشروعات وفقا لمبدأ التبعية في المادة المنصوص عليها في المادة (3) يتعين على دول حوض النيل اتخاذ الإجراءات الآتية :
أ- السماح لجميع الدول التي يمكن ان تتاثربذلك المشروع في الدولة المعينة المشاركة بطريقة مناسبة في عملية التخطيط والتنفيذ.
ب- بذل كل جهد ممكن ليتسق المشروع او اي اتفاق مع الاتفاق الإطاري على نطاق الحوض
البند الحادي عشر: الوقاية والتخفيف من الظروف الضارة
يجب، حوض النيل والدول منفردة، أو مجتمعة عند الاقتضاء من خلال تقاسم التكاليف من قبل الدولة أو دول حوض النيل التي يمكن أن تتأثر، وبذل كل جهد ممكن لاتخاذ جميع التدابير المناسبة لمنع أو تخفيف الشروط المتعلقة بمنظومة نهر النيل التي قد تكون ضارة بدول الحوض الاخرى، سواء كانت ناتجة عن سلوك بشري أو لأسباب طبيعية، مثل ظروف الفيضانات، والأعشاب المائية الغازية، والأمراض التي تنقلها المياه، التغرين (انجراف التربة) وتآكل التربة والجفاف والتصحر. في تنفيذ هذا الحكم، يتعين على الدول أن تتخذ حوض النيل في الاعتبار المبادئ التوجيهية التي تضعها مفوضية حوض نهر النيل
الباب الثاني عشر: حالات الطوارئ
1- لأغراض هذا الحكم، «حالة الطوارئ» تعني الحالة التي تسبب، أو تشكل تهديدا وشيكا او تتسبب، في ضرر جسيم لدول حوض النيل، أو دول أخرى، وتنتج فجأة عن أسباب طبيعية، مثل الفيضانات والانهيارات الأرضية أو الزلازل، أو من سلوك الإنسان، مثل الحوادث الصناعية.
2- لا يجوز للدولة في حوض النيل، الإبطاء في إخطار الدول الأخرى التي يحتمل أن تتأثر وإنما عليها الإسراع بكل السبل المتاحة باخطار المنظمات الدولية المختصة بكل حالة طوارئ تنشأ في أراضيها.
3- على الدولة التي ينشأ داخل اراضيها طارئ التعاون مع الدول التي من المحتمل ان تتأثر به ومع المنظمات الدولية المختصة عند الاقتضاء وتتخذ على الفور التدابير العملية التي تقتضيها هذه الظروف لمنع وتخفيف الآثار الضارة لها عند حودث حالة الطوارئ.
4- عند الضرورة ويجب على دول حوض النيل الاشتراك في خطط الطوارئ لمواجهة الحالة الطارئة عند الاقتضاء كما عليها التعاون مع الدول الاخرى التي من المحتمل ان تتأثر والمنظمات الدولية المختصة
البند الثالث عشر: حماية حوض النيل والمنشآت ذات الصلة في حالة النزاعات

## مبادرة دول المنبع لتأسيس مفوضية حوض النيل
في مايو 2010، وقعت خمس من دول المنبع اتفاقية تطالب المزيد من مياه نهر النيل - الذي عارضته بقوة كل من مصر والسودان.الاتفاقية الاطارية الشاملة (CFA)، والتي نوقشت لسنوات في إطار مبادرة حوض النيل، يمكن التوقيع عليها خلال عام واحد. وقعت عليها إثيوبيا، كنيا، أوغندا، رواندا، تنزانيا. أما بوروندي وجمهورية الكونغو الديمقراطية فمن المتوقع أن توقعا، بينما من غير المتوقع ذلك بالنسبة لمصر والسودان. قال المتحدث باسم الحكومة المصرية «مصر لن تضم أو توقع على أي اتفاقية لها تأثير على حصتها».
تم التخطيط للاتفاقية في اجتماع وزراء دول الحوض عام 2007، لكن تم تأجيله بناء على طلب مصر. قررت دول المنبع في اجتماع آخر لوزراء دول الحوض عقد في كنشاسا، مايو 2009 للتوقيع على الاتفاقية بدون توقيع جميع الدول في الوقت نفسه. ومع ذلك، تأجل التوقيع على الاتفاقية للاجتماع التالي في أبريل 2010 في شرم الشيخ، مرة أخرى طلبت مصر إرجاء التوقيع. واجهت المادة المتعلقة بالأمن المائي اعتراضا من مصر والسودان. تنص المادة أن الدول الأعضاء يجب أن يعملا معا لضمان الأمن المائي لأي دولة أخرى من دول الحوض. تريد مصر والسودان تعديل المادة لتكون "ألا تؤثر سلبا على الأمن المائي والاستخدامات الحالية وحقوق أي دولة من دول الحوض.

## اتفاقيات سابقة

### محاصصة مياه النيل
أما محاصة المياه التي سمعنا عنها حديثا بين دول حوض النيل والتي لم نسمع عنها في السابق، فمن شأنها حتما إثارة الخلافات بين هذه الدول، إذ يجد المتتبع لاتفاقيات المياه التي حصلت منذ القدم أنها كانت تدور حول استغلال مياه نهر النيل بما يعود بالنفع على كل دول الحوض دون المساس بحقوق مصر التاريخية في هذه المياه.
ومن الملاحظ في اتفاقية روما الموقع يوم 15 أبريل 1891 بين كل من بريطانيا وإيطاليا التي كانت تحتل إرتريا، واتفاقية أديس أبابا الموقعة يوم 15 مايو 1902 بين بريطانيا وإثيوبيا، واتفاقية لندن الموقعة يوم 13 ديسمبر 1906 بين كل من بريطانيا وفرنسا وإيطاليا، واتفاقية روما عام 1925، كانت كلها تنص على عدم المساس بحقوق مصر التاريخية في مياه نهر النيل وعدم إقامة مشاريع بتلك الدول من شأنها إحداث خلل في مياه النيل أو التقليل من كمية المياه التي تجري في الأراضي المصرية.
ولم يكن السبب الحب الخاص الذي كانت تكنه تلك الدول لمصر، وإنما كان كبح جماح أطماع الدول الاستعمارية مقابل بعضها البعض حتى لا تندثر مصر وتذهب ضحية تحت وطأة غطرستها الاستعمارية، لا سيما بأن النيل كان وما زال عماد وجودها.
وقد جاءت اتفاقية عام 1929 بين مصر وبريطانيا -التي كانت تنوب عن السودان وأوغندا وتنزانيا- متناغمة مع جميع الاتفاقيات السابقة، فقد نصت على أن لا تقام بغير اتفاق مسبق مع الحكومة المصرية أية أعمال ري أو كهرومائية أو أية إجراءات أخرى على النيل وفروعه أو على البحيرات التي ينبع منها، سواء في السودان أو في البلاد الواقعة تحت الإدارة البريطانية والتي من شأنها إنقاص مقدار المياه التي تصل مصر أو تعديل تاريخ وصوله أو تخفيض منسوبه على أي وجه يلحق ضررا بالمصالح المصرية، كما تنص على حق مصر الطبيعي والتاريخي في مياه النيل.
وقد حددت لأول مرة اتفاقية نوفمبر 1959 بين مصر والسودان كمية المياه بـ55.5 مليار متر مكعب سنويا لمصر و18.5 مليارا للسودان.
وهكذا سارت الأمور على أتم ما يرام حتى نشطت إسرائيل بين الدول الأفريقية، وكان من أهدافها تأليب دول الحوض على مصر لأسباب عديدة منها إضعاف مصر وإخراجها من الطوق العربي، كما تعمل الآن على تغذية الحرب الأهلية القائمة في دارفور بعدما نجحت في تدمير العراق وخرابه، وما زالت تحاول الحصول على حصة من مياه النيل كما نجحت في الاستيلاء على مياه نهر الأردن.

### اتفاقية 1929
تنظم تلك الاتفاقية العلاقة المائية بين مصر ودول الهضبة الاستوائية، كما تضمنت بنوداً تخص العلاقة المائية بين مصر والسودان وردت على النحو التالى في الخطاب المرسل من رئيس الوزراء المصري والمندوب السامى البريطانى:
- إن الحكومة المصرية شديدة الاهتمام بتعمير السودان وتوافق على زيادة الكميات التي يستخدمها السودان من مياه النيل دون الإضرار بحقوق مصر الطبيعية والتاريخية في تلك المياه.
- توافق الحكومة المصرية على ما جاء بتقرير لجنة مياه النيل عام 1925 وتعتبره جزءاً لا ينفصل من هذا الاتفاق.
- ألا تقام بغير اتفاق سابق مع الحكومة المصرية أعمال رى أو توليد قوى أو أي اجراءات على النيل وفروعه أو على البحيرات التي تنبع سواء من السودان أو البلاد الواقعة تحت الإدارة البريطانية من شأنها إنقاص مقدار المياه الذي يصل لمصر أو تعديل تاريخ وصوله أو تخفيض منسوبه على أي وجه يلحق ضرراً بمصالح مصر.
- تقدم جميع التسهيلات للحكومة المصرية لعمل الدراسات والبحوث المائية لنهر النيل في السودان ويمكنها إقامة أعمال هناك لزيادة مياه النيل لمصلحة مصر بالاتفاق مع السلطات المحلية.[7]

### إتفاقية 1959
وقعت هذه الاتفاقية بالقاهرة في نوفمبر 1959 بين مصر والسودان، وجاءت مكملة لاتفاقية عام 1929 وليست لاغية لها، حيث تشمل الضبط الكامل لمياه النيل الواصلة لكل من مصر والسودان في ظل المتغيرات الجديدة التي ظهرت على الساحة آنذاك وهو الرغبة في إنشاء السد العالى ومشروعات أعالى النيل لزيادة إيراد النهر وإقامة عدد من الخزانات في أسوان.

## الخلاف على بنود الاتفاقية
في مايو 2009، عقد اجتماع وزاري لدول حوض النيل في كينشاسا، الكونغو الديموقراطية لبحث الإطار القانوني والمؤسسي لمياه النيل، ورفضت مصر التوقيع على الاتفاقية بدون وجود بند صريح يحافظ على حقوقها التاريخية في مياه النيل.
وفي يوليو 2009، عقد اجتماع طارئ لوزراء خارجية دول حوض النيل بالإسكندرية، مصر، وفي بداية الجلسات صدر تحذيرات باستبعاد دول المصب (مصر والسودان) من توقيع الاتفاقية، ثم أعطيت مهلة 6 أشهر للدولتين. وقد حذر المتحدث الرسمي باسم وزارة الخارجية السفير حسام زكي من خطورة الاندفاع وراء ادعاءات زائفة لا أساس لها من الصحة تروجها أيد خفية في بعض دول المنبع تدعى زورا معارضة مصر لجهود ومشرعات التنمية بهذه الدول، مشيرا إلى أن مصر كانت وستظل الداعم الرئيسي والشقيقة الكبرى لدول حوض النيل.
وأكد زكي أن ما تطالب به مصر هو الالتزام بمبدأ التشاور والإخطار المسبق في حالة إقامة أية منشآت مائية بغية ضمان عدم الإضرار بمصالحها القومية وهو ما ينص عليه القانون الدولي من حيث التزام دول المنبع بعدم إحداث ضرر لدول المصب، وأن يتم ذلك بالتشاور والإخطار المسبق.
وقال في تصريحات صحفية أمس: إن مصر لا تمانع في إقامة أية مشروعات تنموية في دول أعالي النيل بما لا يؤثر أو يضر بحقوقها القانونية والتزاماتها المالية، موضحا أن المشكلة لا تتعلق بندرة المياه حيث هناك وفرة في مصادر المياه لدى دول المنبع إنما تكمن المشكلة في أسلوب الإدارة وتحقيق الاستغلال الأمثل وهو ما تسعى مصر لتحقيقه في إطار مبادرة دول حوض النيل.
ورحب زكى بالبيان الصادر عن المنظمات والمؤسسات والدول المانحة لمبادرة حوض النيل والذي عممه البنك الدولي مؤخرا على دول الحوض، محذرا في الوقت ذاته من تداعيات قيام دول المنبع بالتوقيع منفردة على اتفاق إطاري للتعاون بين دول حوض النيل بدون انضمام دولتي المصب مصر والسودان.
في 1 مارس 2011، وقعت بوروندي على اتفاقية تقاسم مياه النيل، وهو ما يعني تجريد مصر من العديد من امتيازاتها في مياه النهر وأبرزها حق الفيتو في منع إقامة أي مشروع على النهر خارج أراضيها.
وأعلن دانيال ميبوما المتحدث الإقليمي باسم مبادرة حوض النيل في عنتيبي أنه بعد توقيع بوروندي بات من الممكن أن تدخل الاتفاقية حيز التنفيذ. وأضاف ميبويا أنه وبموجب القانون الدولي الساري، كان لا بد من أن توقع ست من الدول الأطراف على الاتفاقية قبل أن يجري إقرارها في برلماناتها. ومن المتوقع أن تتم المصادقة عليها في جميع البرلمانات الستة.

## الأطماع الخارجية
في تصريح لوزير الموارد المائية المصري السابق محمود أبو زيد في 11 مارس 2009، في بيان له حول أزمة المياه في الوطن العربي - ألقاه أمام لجنة الشئون العربية – عندما حذر من تزايد النفوذ الامريكى والإسرائيلي في منطقة حوض النيل من خلال «السيطرة على اقتصاديات دول الحوض وتقديم مساعدات فنية ومالية ضخمة» بحسب تعبيره !..
وبالفعل تم طرح فكرة تدويل المياه أو تدويل مياه الأنهار من خلال هيئة مشتركة من مختلف الدول المتشاطئة في نهر ما وكان الهدف منه هو الوقيعة بين مصر ودول حوض النيل، وقد ألمح وزير الموارد المائية المصري السابق محمود أبو زيد في فبراير 2009 من وجود مخطط إسرائيلي– أمريكي للضغط علي مصر لإمداد تل أبيب بالمياه بالحديث عن قضية «تدويل الأنهار»، وأكد أن إسرائيل لن تحصل علي قطرة واحدة من مياه النيل.
وخطورة الخلاف الحالي بين دول منابع النيل ودول المصب هو تصاعد التدخل الإسرائيلي في الأزمة عبر إغراء دول المصب بمشاريع وجسور وسدود بتسهيلات غير عادية تشارك فيها شركات أمريكية، بحيث تبدو إسرائيل وكأنها إحدي دول حوض النيل المتحكمة فيه أو بمعني أخر الدولة «رقم 11» في منظومة حوض النيل، والهدف بالطبع هو إضعاف مصر التي لن تكفيها أصلا كمية المياه الحالية مستقبلا بسبب تزايد السكان والضغط علي مصر عبر فكرة مد تل ابيب بمياه النيل عبر أنابيب وهو المشروع الذي رفضته مصر عدة مرات ولا يمكنها عمليا تنفيذه حتي لو أردت لأنها تعاني من قلة نصيب الفرد المصري من المياه كما ان خطوة كهذه تتطلب أخذ أذن دول المنبع.

### الدور الإسرائيلي في صراع مياه النيل
والحقيقة أن الدور الإسرائيلي الخفي في أزمة مياه النيل له أبعاد تاريخية قديمة، وظهرت الفكرة بشكل واضح في مطلع القرن العشرين عندما تقدم الصحفي اليهودي تيودور هرتزل ـ مؤسس الحركة ـ عام 1903 م إلى الحكومة البريطانية بفكرة توطين اليهود في سيناء واستغلال ما فيها من مياه جوفية وكذلك الاستفادة من بعض مياه النيل، وقد وافق البريطانيون مبدئياً على هذه الفكرة على أن يتم تنفيذها في سرية تامة.
ثم رفضت الحكومتان المصرية والبريطانية مشروع هرتزل الخاص بتوطين اليهود في سيناء ومدهم بمياه النيل لأسباب سياسية تتعلق بالظروف الدولية والاقتصادية في ذلك الوقت.

#### مشاريع لاستغلال مياه النيل
في الوقت الراهن يمكن القول إن هناك أربعة مشاريع أساسية يتطلع إليها الإسرائيليون بهدف استغلال مياه النيل:
1ـ مشروع استغلال الآبار الجوفية:
قامت إسرائيل بحصر آبار جوفية بالقرب من الحدود المصرية، وترى أن بإمكانها استغلال انحدار الطبقة التي يوجد فيها المخزون المائي صوب اتجاه صحراء النقب، وقد كشفت ندوة لمهندسين مصريين أن إسرائيل تقوم بسرقة المياه الجوفية من سيناء وعلى عمق 800 متر من سطح الأرض، وكشف تقرير أعدته لجنة الشؤون العربية بمجلس الشعب المصري في يوليو 1991 م أن إسرائيل تعمدت خلال السنوات الماضية سرقة المياه الجوفية في سيناء عن طريق حفر آبار ارتوازية قادرة؛ ـ وذلك باستخدام آليات حديثة ـ على سحب المياه المصرية.
2 ـ مشروع اليشع كالي:
في عام 1974 م طرح اليشع كالي ـ وهو مهندس إسرائيليـ تخطيطاً لمشروع يقضي بنقل مياه النيل إلى إسرائيل، ونشر المشروع تحت عنوان: (مياه السلام) والذي يتلخص في توسيع ترعة الإسماعيلية لزيادة تدفق المياه فيها، وتنقل هذه المياه عن طريق سحارة أسفل قناة السويس بعد اتفاقيات السلام لتنفيذ المشروع.
3 ـ مشروع يؤر:
قدم الخبير الإسرائيلي شاؤول أولوزوروف النائب السابق لمدير هيئة المياه الإسرائيلية مشروعاً للرئيس أنو سادات خلال [مباحثات كامب ديفيد] يهدف إلى نقــل مياه النيل إلى إسرائيل عبر شق ست قنوات تحت مياه قناة السويس وبإمكان هـذا المشروع نقل مليار م3، لري صحراء النقب منها 150 مليون م3، لقطاع غزة، ويرى الخبراء اليهـود أن وصول المياه إلى غزة يبقي أهلها رهينة المشروع الذي تستفيد منه إسرائيل فتتهيب مصر من قطع المياه عنهم.
4 ـ مشروع ترعة السلام (1):
هو مشروع اقترحه السادات في حيفا عام 1979م، وقالت مجلة أكتوبر المصرية: «إن الرئيس السادات التفت إلى المختصين وطلب منهم عمل دراسة عملية كاملة لتوصيل مياه نهر النيل إلى مدينة القدس لتكون في متناول المترددين على المسجد الأقصى وكنيسة القيامة وحائط المبكى».
وإزاء ردود الفعل على هذه التصريحات سواء من إثيوبيا أو المعارضة المصرية ألقى مصطفى خليل رئيس الوزراء المصري بياناً أنكر فيه هذا الموضـوع قائلاً: "عندما يكلم السادات الرأي العام يقول: أنا مستعد أعمل كذا فهو يعني إظهار النية الحسنة ولا يعني أن هناك مشروعاً قد وضــع وأخـذ طريقه للتنفيذ !!.

#### الاتصالات ببعض دول حوض النيل
ويبدو أن الدور الإسرائيلي قد بدأ ينشط في السنوات الخمس الماضية، إذ بدأت سلسلة نشطة من الاتصالات مع دول منابع النيل خصوصا أثيوبيا (رئيس وزراءها زيناوي زار تل ابيب أوائل يونيو 2004)، وأوغندا لتحريضها علي اتفاقية مياه النيل القديمة المبرمة عام 1929 بين الحكومة البريطانية -بصفتها الاستعمارية- نيابة عن عدد من دول حوض النيل (أوغندا وتنزانيا وكينيا) والحكومة المصرية يتضمن إقرار دول الحوض بحصة مصر المكتسبة من مياه النيل، وإن لمصر الحق في الاعتراض (الفيتو) في حالة إنشاء هذه الدول أي سدود علي النيل.
ومع أن هناك مطالبات منذ استقلال دول حوض النيل بإعادة النظر في هذه الاتفاقيات القديمة، بدعوى أن الحكومات القومية لم تبرمها ولكن أبرمها الاحتلال نيابة عنها، وأن هناك حاجة لدى بعض هذه الدول خصوصًا كينيا وتنزانيا لموارد مائية متزايدة؛ فقد لوحظ أن هذه النبرة المتزايدة للمطالبة بتغيير حصص مياه النيل تعاظمت في وقت واحد مع تزايد التقارب الصهيوني من هذه الدول وتنامي العلاقات الأفريقية مع الصهاينة.
وهكذا عادت المناوشات بين دول حوض النيل للظهور خاصة بين مصر وتنزانيا، وانضمت إلى هذا المبدأ أوغندا وكينيا وطلبت الدول الثلاث من مصر التفاوض معها حول الموضوع، ثم وقعت تنزانيا مع رواندا وبوروندي اتفاقية نهر كاجيرا عام 1977 التي تتضمن بدورها عدم الاعتراف باتفاقات 1929، بل وطلبت حكومة السودان بعد إعلان الاستقلال أيضًا من مصر إعادة التفاوض حول اتفاقية 1929.
كذلك أعلنت أثيوبيا رفضها لاتفاقية 1929 واتفاقية 1959 في جميع عهودها السياسية منذ حكم الإمبراطور ثم النظام الماركسي «منجستو» وحتى النظام الحالي، بل وسعت عام 1981 لاستصلاح 227 ألف فدان في حوض النيل الأزرق بدعوى «عدم وجود اتفاقيات بينها وبين الدول النيلية الأخرى»، كما قامت بالفعل عام 1984 بتنفيذ مشروع سد «فيشا» -أحد روافد النيل الأزرق- بتمويل من بنك التنمية الأفريقي، وهو مشروع يؤثر على حصة مصر من مياه النيل بحوالي 0.5 مليار متر مكعب، وتدرس ثلاثة مشروعات أخرى يفترض أنها سوف تؤثر على مصر بمقدار 7 مليارات متر مكعب سنويًّا.
أيضًا أعلنت كينيا رفضها وتنديدها -منذ استقلالها- بهذه الاتفاقيات القديمة لمياه النيل لأسباب جغرافية واقتصادية، مثل رغبتها في تنفيذ مشروع استصلاح زراعي، وبناء عدد من السدود لحجز المياه في داخل حدودها.
وكانت جبهة السودان هي الأهم، لأسباب عدة في مقدمتها إنها تمثل ظهيرا وعمقا استراتيجيا لمصر، التي هي أكبر دولة عربية وطبقا للعقيدة العسكرية الإسرائيلية فإنها تمثل العدو الأول والأخطر لها في المنطقة، ولذلك فان التركيز عليها كان قويا للغاية.